# Tourist Trophy 2017
Il Tourist Trophy 2017 è stato la 98ª edizione del Tourist Trophy, svoltosi dal 4 al 9 giugno. In questa edizione si sono disputate otto gare, con sette differenti classi in competizione, che sono: Superbike TT, Sidecar TT (due gare), Supersport TT, Superstock TT, Lightweight TT, TT Zero e Senior TT. Nella stesura iniziale del programma era prevista anche la seconda gara della Supersport, che però viene cancellata a causa della pioggia.
Peter Hickman, sebbene non vinca nessuna gara in questa edizione del Tourist Trophy, risulta essere il vincitore del "Joey Dunlop TT Championship Trophy", grazie a 76 punti totali frutto di quattro piazzamenti a podio nelle quattro gare che compongono la classifica del trofeo (si tengono in considerazione solo le categorie: Superbike, Supersport, Superstock e Senior).
Il vincitore del "TT Privateers Championship" (graduatoria riservata ai piloti dotati di motociclette di non diretta emanazione di una casa costruttrice) è Horst Saiger, mentre con le due vittorie nelle due gare del Sidecar TT, l'equipaggio composto da Ben e Tom Birchall si aggiudica il trofeo riservato alle motocarrozzette.
Nel computo dei piloti vincitori nella storia del TT, Ian Hutchinson con le due vittorie di questa edizione (Superbike e Superstock TT) si porta al quarto posto con 16 affermazioni, mentre Michael Dunlop, con i due primi posti nelle gare della Supersport e del Senior TT, sale al quinto posto con 15 vittorie. Una vittoria a testa per Michael Rutter (nel Lightweight TT)  e Bruce Anstey (nel TT Zero) che salgono rispettivamente a 5 e 12 vittorie totali in carriera nel TT.
Anche in quest'anno vi sono stati incidenti che hanno causato la morte dei piloti coinvolti, hanno perso la vita tre piloti: l’olandese Jochem van den Hoek, il britannico Davey Lambert e l’irlandese Alan Bonner.

## Risultati
La competizione si svolge sul circuito del Mountain, di ogni gara vengono riportati solo i primi dieci piloti classificati. Dove non indicata la nazionalità si intende pilota britannico.

### Superbike TT
4 giugno. 43 piloti classificati, 24 ritirati. Giro veloce di Michael Dunlop in 17:15.790.
| Pos. | Nº | Pilota         | Motocicletta    | Giri | Tempo        | Velocità media |
| ---- | -- | -------------- | --------------- | ---- | ------------ | -------------- |
| 1º   | 4  | Ian Hutchinson | BMW S1000RR     | 6    | 01:45:58.474 | 128.17 mph     |
| 2º   | 10 | Peter Hickman  | BMW S1000RR     | 6    | 01:46:03.544 | 128.068 mph    |
| 3º   | 9  | Dean Harrison  | Kawasaki ZX-10R | 6    | 01:46:11.545 | 127.907 mph    |
| 4º   | 3  | James Hillier  | Kawasaki ZX-10R | 6    | 01:46:13.281 | 127.873 mph    |
| 5º   | 14 | Daniel Kneen   | BMW S1000RR     | 6    | 01:47:50.068 | 125.96 mph     |
| 6º   | 11 | Michael Rutter | BMW S1000RR     | 6    | 01:47:50.203 | 125.957 mph    |
| 7º   | 1  | David Johnson  | Norton SG6      | 6    | 01:48:25.512 | 125.273 mph    |
| 8º   | 16 | Joshua Brookes | Norton SG6      | 6    | 01:48:39.174 | 125.011 mph    |
| 9º   | 15 | William Dunlop | Yamaha          | 6    | 01:48:50.858 | 124.787 mph    |
| 10º  | 18 | Martin Jessopp | BMW S1000RR     | 6    | 01:48:53.943 | 124.728 mph    |

### Sidecar TT - gara 1
5 giugno. 29 equipaggi classificati, 9 ritirati.
| Pos. | Nº | Pilota          | Passeggero           | Motocicletta         | Giri | Tempo        | Velocità media |
| ---- | -- | --------------- | -------------------- | -------------------- | ---- | ------------ | -------------- |
| 1º   | 1  | Ben Birchall    | Tom Birchall         | LCR Honda            | 3    | 58:31.967    | 116.027 mph    |
| 2º   | 3  | John Holden     | Lee Cain             | Honda LCR            | 3    | 58:57.636    | 115.185 mph    |
| 3º   | 2  | Dave Molyneux   | Daniel Sayle         | Yamaha DMR           | 3    | 59:16.353    | 114.579 mph    |
| 4º   | 7  | Alan Founds     | Jake Lowther         | Yamaha YZF R6        | 3    | 59:22.006    | 114.397 mph    |
| 5º   | 5  | Tim Reeves      | Mark Wilkes          | Honda 600            | 3    | 59:36.012    | 113.949 mph    |
| 6º   | 6  | Pete Founds     | Jevan Walmsley       | Suzuki FoundsLCR     | 3    | 01:00:01.277 | 113.15 mph     |
| 7º   | 4  | Conrad Harrison | Andrew Winkle        | Honda Rod Bellas     | 3    | 01:01:49.757 | 109.841 mph    |
| 8º   | 11 | Tony Baker      | Fiona Baker-Milligan | Suzuki GSX-R600      | 3    | 01:02:31.981 | 108.605 mph    |
| 9º   | 8  | Karl Bennet     | Maxime Vasseur       | DMR GSXR600          | 3    | 01:02:52.131 | 108.025 mph    |
| 10º  | 12 | Wayne Lockey    | Mark Sayers          | Ireson Honda 600 cm³ | 3    | 01:03:03.172 | 107.71 mph     |

### Supersport TT - gara 1
5 giugno. 53 piloti classificati, 14 ritirati. Giro veloce di Peter Hickman in 17:50.792.
| Pos. | Nº | Pilota         | Motocicletta        | Giri | Tempo        | Velocità media |
| ---- | -- | -------------- | ------------------- | ---- | ------------ | -------------- |
| 1º   | 6  | Michael Dunlop | Yamaha YZF-R6       | 4    | 01:12:48.601 | 124.368 mph    |
| 2º   | 3  | James Hillier  | Kawasaki ZX-6R      | 4    | 01:13:01.845 | 123.992 mph    |
| 3º   | 10 | Peter Hickman  | Triumph Daytona 675 | 4    | 01:13:14.613 | 123.631 mph    |
| 4º   | 15 | William Dunlop | Yamaha YZF-R6       | 4    | 01:13:24.040 | 123.367 mph    |
| 5º   | 4  | Ian Hutchinson | Yamaha YZF-R6       | 4    | 01:13:50.168 | 122.639 mph    |
| 6º   | 8  | Gary Johnson   | Triumph Daytona 675 | 4    | 01:14:01.201 | 122.334 mph    |
| 7º   | 2  | Bruce Anstey   | Honda CBR600RR      | 4    | 01:14:27.969 | 121.602 mph    |
| 8º   | 14 | Daniel Kneen   | Honda CBR600RR      | 4    | 01:14:36.632 | 121.366 mph    |
| 9º   | 7  | Conor Cummins  | Honda CBR600RR      | 4    | 01:14:51.743 | 120.958 mph    |
| 10º  | 19 | James Cowton   | Kawasaki ZX-6R      | 4    | 01:15:02.076 | 120.68 mph     |

### Superstock TT
7 giugno. 45 piloti classificati, 18 ritirati. Giro veloce di Ian Hutchinson in 17:11.825.
| Pos. | Nº | Pilota         | Motocicletta     | Giri | Tempo        | Velocità media |
| ---- | -- | -------------- | ---------------- | ---- | ------------ | -------------- |
| 1º   | 4  | Ian Hutchinson | BMW S1000RR      | 4    | 01:09:59.261 | 129.383 mph    |
| 2º   | 10 | Peter Hickman  | BMW S1000RR      | 4    | 01:10:21.684 | 128.696 mph    |
| 3º   | 14 | Daniel Kneen   | BMW S1000RR      | 4    | 01:10:42.708 | 128.058 mph    |
| 4º   | 11 | Michael Rutter | BMW S1000RR      | 4    | 01:10:52.862 | 127.752 mph    |
| 5º   | 9  | Dean Harrison  | Kawasaki ZX-10R  | 4    | 01:10:54.002 | 127.718 mph    |
| 6º   | 6  | Michael Dunlop | Suzuki GSX-R1000 | 4    | 01:11:03.037 | 127.447 mph    |
| 7º   | 15 | William Dunlop | Yamaha YZF-R1    | 4    | 01:12:04.373 | 125.639 mph    |
| 8º   | 1  | David Johnson  | BMW S1000RR      | 4    | 01:12:11.733 | 125.426 mph    |
| 9º   | 29 | James Coward   | BMW S1000RR      | 4    | 01:12:39.386 | 124.63 mph     |
| 10º  | 22 | Horst Saiger   | Kawasaki ZX-10R  | 4    | 01:12:58.409 | 124.089 mph    |

### Lightweight TT
7 giugno. 30 piloti classificati, 9 ritirati. Giro veloce di Michael Rutter in 18:48.496.
| Pos. | Nº | Pilota          | Motocicletta  | Giri | Tempo        | Velocità media |
| ---- | -- | --------------- | ------------- | ---- | ------------ | -------------- |
| 1º   | 4  | Michael Rutter  | Paton S1      | 4    | 01:16:19.324 | 118.645 mph    |
| 2º   | 3  | Martin Jessopp  | Kawasaki ER-6 | 4    | 01:16:28.142 | 118.417 mph    |
| 3º   | 10 | Peter Hickman   | Kawasaki ER-6 | 4    | 01:17:08.637 | 117.381 mph    |
| 4º   | 2  | Ivan Lintin     | Kawasaki ER-6 | 4    | 01:17:40.865 | 116.569 mph    |
| 5º   | 5  | Daniel Cooper   | Kawasaki ER-6 | 4    | 01:17:57.900 | 116.144 mph    |
| 6º   | 14 | Joshua Brookes  | Kawasaki ER-6 | 4    | 01:18:23.270 | 115.518 mph    |
| 7º   | 6  | Michael Dunlop  | Kawasaki ER-6 | 4    | 01:18:30.418 | 115.343 mph    |
| 8º   | 8  | James Cowton    | Kawasaki ER-6 | 4    | 01:19:21.307 | 114.11 mph     |
| 9º   | 22 | Michael Sweeney | Kawasaki ER-6 | 4    | 01:20:10.134 | 112.952 mph    |
| 10º  | 30 | Jamie Hodson    | Kawasaki ER-6 | 4    | 01:20:48.734 | 112.052 mph    |

### TT Zero
9 giugno. 8 piloti classificati, 1 ritirato.
| Pos. | Nº | Pilota         | Motocicletta                    | Giri | Tempo     | Velocità media |
| ---- | -- | -------------- | ------------------------------- | ---- | --------- | -------------- |
| 1º   | 1  | Bruce Anstey   | Mugen Shinden roku              | 1    | 19:13.924 | 117.71 mph     |
| 2º   | 2  | Guy Martin     | Mugen Shinden roku              | 1    | 19:55.331 | 113.632 mph    |
| 3º   | 6  | Daley Mathison | University of Nottingham UoN 02 | 1    | 20:43.748 | 109.209 mph    |
| 4º   | 3  | Dean Harrison  | Sarolea SP7                     | 1    | 20:56.924 | 108.064 mph    |
| 5º   | 7  | Antonio Maeso  | University of Nottingham Merlin | 1    | 24:49.385 | 91.197 mph     |
| 6º   | 11 | James Cowton   | Brunel BX-15                    | 1    | 24:53.229 | 90.963 mph     |
| 7º   | 14 | Adam Child     | MCN                             | 1    | 28:42.662 | 78.848 mph     |
| 8º   | 8  | Matthew Rees   | University of Bath Apollo       | 1    | 29:14.549 | 77.415 mph     |

### Sidecar TT - gara 2
9 giugno. 25 equipaggi classificati, 14 ritirati.
| Pos. | Nº | Pilota           | Passeggero           | Motocicletta         | Giri | Tempo        | Velocità media |
| ---- | -- | ---------------- | -------------------- | -------------------- | ---- | ------------ | -------------- |
| 1º   | 1  | Ben Birchall     | Tom Birchall         | LCR Honda            | 3    | 58:40.090    | 115.76 mph     |
| 2º   | 3  | John Holden      | Lee Cain             | Honda LCR            | 3    | 59:06.688    | 114.891 mph    |
| 3º   | 4  | Conrad Harrison  | Andrew Winkle        | Honda Rod Bellas     | 3    | 01:01:43.005 | 110.041 mph    |
| 4º   | 26 | Lewis Blackstock | Patrick Rosney       | Suzuki LCR           | 3    | 01:01:50.080 | 109.832 mph    |
| 5º   | 8  | Karl Bennett     | Maxime Vasseur       | DMR GSXR600          | 3    | 01:02:21.773 | 108.901 mph    |
| 6º   | 11 | Tony Baker       | Fiona Baker-Milligan | Suzuki GSX-R600      | 3    | 01:02:32.122 | 108.601 mph    |
| 7º   | 13 | Robert Handcock  | Ken Edwards          | Baker Honda          | 3    | 01:02:38.524 | 108.416 mph    |
| 8º   | 20 | Greg Lambert     | Julie Canipa         | Honda GLR            | 3    | 01:02:39.965 | 108.374 mph    |
| 9º   | 12 | Wayne Lockey     | Mark Sayers          | Ireson Honda 600 cm³ | 3    | 01:02:46.702 | 108.181 mph    |
| 10º  | 10 | Gary Knight      | Daniel Evanson       | Green Ant Suzuki LCR | 3    | 01:02:47.422 | 108.16 mph     |

### Senior TT
9 giugno. 45 piloti classificati, 19 ritirati. Giro veloce di Michael Dunlop in 17:02.009.
| Pos. | Nº | Pilota         | Motocicletta     | Giri | Tempo        | Velocità media |
| ---- | -- | -------------- | ---------------- | ---- | ------------ | -------------- |
| 1º   | 6  | Michael Dunlop | Suzuki GSX-R1000 | 4    | 01:09:24.711 | 130.456 mph    |
| 2º   | 10 | Peter Hickman  | BMW S1000RR      | 4    | 01:09:38.031 | 130.04 mph     |
| 3º   | 9  | Dean Harrison  | Kawasaki ZX-10R  | 4    | 01:09:48.216 | 129.724 mph    |
| 4º   | 3  | James Hillier  | Kawasaki ZX-10R  | 4    | 01:10:11.713 | 129 mph        |
| 5º   | 11 | Michael Rutter | BMW S1000RR      | 4    | 01:10:12.357 | 128.981 mph    |
| 6º   | 16 | Joshua Brookes | Norton SG6       | 4    | 01:10:28.793 | 128.479 mph    |
| 7º   | 1  | David Johnson  | Norton SG6       | 4    | 01:10:31.471 | 128.398 mph    |
| 8º   | 7  | Conor Cummins  | Honda CBR1000RR  | 4    | 01:10:58.288 | 127.589 mph    |
| 9º   | 18 | Martin Jessopp | BMW S1000RR      | 4    | 01:11:09.747 | 127.247 mph    |
| 10º  | 15 | William Dunlop | Yamaha           | 4    | 01:11:10.616 | 127.221 mph    |